# خس‌نشین‌های گینه نو
خس‌نشین‌های گینه نو (نام علمی: Aethomyias) یک سرده از پرندگان گنجشک‌سان از تیرهٔ چکاوکان اقیانوسیه (Acanthizidae) است که بومی گینه نو هستند.

## گونه‌ها
این سرده دارای شش گونه است:
| تصویر | نام رایج           | نام علمی                  | پراکندگی            |
| ----- | ------------------ | ------------------------- | ------------------- |
|       | خس‌نشین دورنگ       | Aethomyias nigrorufus     | گینه نو             |
|       | خس‌نشین نوک‌روشن     | Aethomyias spilodera      | گینه نو             |
|       | خس‌نشین واگلکپ      | Aethomyias rufescens      | پاپوآ غربی، اندونزی |
|       | خس‌نشین رخ‌نخودی     | Aethomyias perspicillatus | گینه نو             |
|       | خس‌نشین پاپوآ       | Aethomyias papuensis      | گینه نو             |
|       | خس‌نشین سبزوخاکستری | Aethomyias arfakianus     | گینه نو             |